# Laurent Cantet
Laurent Cantet (Melle, 15 giugno 1961 – Parigi, 25 aprile 2024) è stato un regista e sceneggiatore francese.

## Biografia
Dopo gli studi presso l'IDHEC, iniziò la sua carriera girando un documentario, Un été à Beyrouth, nel 1990. Diventò poi l'assistente di Marcel Ophüls per Veillées d'armes (1994), sulla guerra nell'ex-Jugoslavia.
Successivamente girò due cortometraggi, Tous à la manif, vincitore del Premio Jean Vigo 1995, e Jeux de plage.
Il suo primo film che lo fece conoscere al grande pubblico, Risorse umane (1999), vinse numerosi premi fra cui il Premio César per la migliore opera prima di fiction nel 2001.
Nel 2008 il suo film La classe - Entre les murs fu premiato con la Palma d'oro al Festival di Cannes.

## Filmografia
- Un été à Beyrouth – cortometraggio documentario (1990)
- Tous à la manif – cortometraggio (1995)
- Jeux de plage – cortometraggio (1995)
- Les Sanguinaires – film TV (1997)
- Risorse umane (Ressources humaines) (1999)
- A tempo pieno (L'Emploi du temps) (2001)
- Verso il sud (Vers le sud) (2005)
- La classe - Entre les murs (Entre les murs) (2008)
- La fuente, episodio di 7 Days in Havana (7 días en La Habana) (2012)
- Foxfire - Ragazze cattive (Foxfire, confessions d'un gang de filles) (2012)
- Ritorno a L'Avana (Retour à Ithaque) (2014)
- L'atelier (2017)
- Arthur Rambo - Il blogger maledetto (Arthur Rambo) (2021)
- Enzo (2025) - portato a termine da Robin Campillo